# Club Nation
Club Nation is een wekelijks radioprogramma van het Kroatisch/Nederlandse dj duo Tezija & Keyra (Tezija Zararić en Jessy Winters), dat wereldwijd door meer dan 30 radiostations wordt uitgezonden. Het twee uur durende programma besteedt aandacht aan recente Dance- en Trance-muziek.
De eerste uitzending van Club Nation was op 13 februari 2009 op het toenmalige station Splash FM. Toen Splash de FM-frequentie kwijtraakte, nam een Japans FM-station van het Braziliaanse netwerk Rede Transamérica Internacional het programma over. Vervolgens namen ook andere stations het programma op in het uitzendschema. De show wordt in Nederland en België door verschillende lokale en regionale FM- en internetzenders uitgezonden. 
Club Nation wordt inmiddels uitgezonden in meer dan 20 landen.
Het programma wordt ondersteund door bekende gast-dj's waaronder Gareth Emery, Ferry Corsten en Bart Claessen.